# TAG – A High School Splatter Film
TAG – A High School Splatter Film (Originaltitel: jap.: リアル鬼ごっこ/Riaru onigokko) ist ein japanischer Horrorfilm von Sion Sono aus dem Jahr 2015. Wie der deutsche Titel bereits andeutet handelt es sich um einen Splatterfilm, wobei der Titel jedoch irreführend ist, weil es sich um keinen High-School-Film handelt, sondern eher um einen Film mit surrealen Elementen.

## Handlung
Mitsuko ist ein stilles und ruhiges Mädchen. Auf der Klassenfahrt machen alle anderen eine Kissenschlacht, während sie in ihrem Tagebuch schreibt. Als zwei Mädchen sie deswegen hänseln, fällt ihr Stift auf den Boden. Im selben Moment, als sie sich bückt, wird der Bus und mit ihm alle Insassinnen horizontal in zwei Hälften geteilt. Mitsuko vermutet einen Kama-itachi dahinter und flüchtet vor dem mörderischen Wind. Auf ihrer Flucht über eine Landstraße sterben trotz ihrer Warnungen immer wieder Menschen. Sie schlägt sich zu einem Fluss durch, wo sie das Blut aus ihren Haaren wäscht und von einer getöteten Frau die Schuluniform anzieht.
Sie kommt in eine Stadt und findet sich plötzlich in einer High School wieder, wo sie aber niemanden kennt. Die drei Mädchen Aki, Sur und Taeko scheinen sie zu kennen. Aki scheint sie am besten zu kennen und vermutet eine Amnesie. Sie beschließen die erste Stunde blau zu machen und gehen zu einem See. Dort erzählt Sur eine wilde Theorie über Vorbestimmung und Schicksal, die sie mit Elementen der Chaostheorie und Parallelwelten umschreibt. Die einzige Methode, dies zu überwinden, wäre etwas völlig unvorhergesehenes zu machen. Zurück in der Schule sitzen sie im Klassenraum, als ihre Lehrerin plötzlich das Feuer aus einem Maschinengewehr eröffnet und die Klasse niedermäht. Mitsuko kann mit Hilfe dreier Mädchen, darunter Sur, entkommen. Diese werden anschließend ebenfalls von einer anderen Lehrerin getötet. Mitsuko entkommt aus der Schule und flieht mit einer Reihe von anderen Mädchen. Diese werden vom Wind getötet.
Mitsuko rettet sich in eine Stadt und versucht eine Polizistin anzusprechen. Diese erkennt sie als eine Keiko. Als Mitsuko in den Spiegel schaut, verwandelt sie sich in diese junge Frau. Die Polizistin bringt sie zu ihrer Hochzeit. Dort erkennt Mitsuko Aki, die ihr versucht Tipps zu geben. Als Mitsuko zum Altar geführt wird, erscheint statt ihrem Mann ein Mann mit Schweinekopf. Aki beginnt nun gegen die anderen Hochzeitsgäste zu kämpfen. Auch die Lehrerinnen erscheinen wieder. Nachdem Aki und Mitsuko gewonnen haben, flieht Mitsuko alleine und verwandelt sich auf ihrer Flucht in eine Marathonläuferin namens Izumi. Sie findet auch ihre anderen Freundinnen im Marathonlauf. Als die Lehrerinnen und der Schweinekopf auftauchen, nimmt Mitsuko eine Abkürzung und landet in einer Höhle. Dort wird sie von einer Gruppe von Frauen angegriffen. Aki rettet sie und erklärt ihr, dass sie, Mitsuko, der Hauptcharakter eines Spiels sei und dieses erst enden kann, wenn sie sterben oder etwas unerwartetes tun würde. Aki bittet sie darum, von ihr getötet zu werden und entblößt mehrere Kabel in ihren Handgelenken. Als Mitsuko nach einigem Zögern an diesen zieht, zerteilt sie Aki in zwei Hälften und eine Portaltür erscheint, durch die sie geht.
Sie trifft nun auf einen sehr alten Mann, der TAG, eine Art Survival-Horror-Spiel mit ihr als Titelcharakter spielt. Er eröffnet ihr, dass sie 150 Jahre in der Zukunft gelandet und sie eigentlich bereits tot sei. Er habe sie und andere Frauen damals als High-School-Schüler sehr begehrt und ihre DNA entwendet, um Klone für sein 3D-Spiel zu machen. Sie sei nun im höchsten Level gelandet, wo sein sehnlichster Wunsch erfüllt werden wird: mit ihr zu schlafen. Sein jüngeres ich erscheint und macht sich in Unterhose auf dem Bett bequem. Statt mit ihm zu schlafen, macht Mitsuko etwas unerwartetes und bricht damit den Fluch: sie tötet sich selbst, worauf sie im Bus, in der Schule, auf der Hochzeit und beim Marathonlauf ebenfalls stirbt. Sie erwacht in einem Feld voll weißem Schnee und rennt weg. Es ist vorbei.

## Hintergrund
TAG – A High School Splatter Film basiert lose auf dem Roman Real Onigokko von Yusuke Yamada. Der Film erschien in Japan am 11. Juli 2015. Der Film erschien am 31. August 2016 erstmals in seiner deutsch synchronisierten Fassung über das österreichische Uncut-Label Shock Entertainment. In Deutschland erschien er am 28. Juli 2017 als Blu-Ray- und DVD. Obwohl er trotz seiner mannigfaltigen Splattereffekte von der Freiwilligen Selbstkontrolle der Filmwirtschaft ab 16 Jahren freigegeben wurde, wurde er vom Label i-On Entertainment als „keine Jugendfreigabe“ vermarktet.

## Rezeption

### Kritiken
Das Lexikon des internationalen Films urteilte: „Basierend auf dem Roman Real Onigokko (2001) von Yusuke Yamada, entwickelt sich die schwindelerregende Mischung aus trashigem Gore und surreal-absurdem Albtraum zu einer psychedelisch-blutigen Alice im Wunderland-Variante.“ Auch die Filmzeitschrift Cinema zeigte sich begeistert: „Nach 40 Minuten legt Sono bei Irrsinn wie auch Spannung noch mal eine große Schippe drauf. Und was bis dahin wie eine Splattergroteske mit Schulmädchenerotik wirkt, entpuppt sich als erschütternde Attacke auf fragwürdige Männerfantasien.“

### Auszeichnungen
| Jahr | Festival               | Auszeichnung                         | Resultat |
| ---- | ---------------------- | ------------------------------------ | -------- |
| 2015 | Fantasia Film Festival | Bester Film                          | Gewonnen |
| 2015 | Fantasia Film Festival | Beste Schauspielerin (Reina Triendl) | Gewonnen |
| 2015 | Fancine Malaga         | Bester Film                          | Gewonnen |